# تيد كيني
تيد كيني (بالإنجليزية: Ted Kenney)‏ هو منتج أفلام أمريكي، ولد في 29 يونيو 1966 في غرينفيلد في الولايات المتحدة.

## وصلات خارجية
- تيد كيني على موقع IMDb (الإنجليزية)
- تيد كيني على موقع قاعدة بيانات الفيلم (الإنجليزية)